# Cabo Verde en los Juegos Paralímpicos de Londres 2012
Cabo Verde estuvo representado en los Juegos Paralímpicos de Londres 2012 por un deportista masculino. El equipo paralímpico caboverdiano no obtuvo ninguna medalla en estos Juegos.